# Асламазов, Михаил Григорьевич
Михаил Григорьевич Асламазов (груз. მიხეილ გრიგოლის ძე ასლამაზოვი; 30 октября 1908 или 30 октября 1906, Тифлис — 16 декабря 1937, Тбилиси) — советский футболист, нападающий.

## Биография
Родился в семье полковника царской армии Григория Асламазова (Асламазяна) и учительницы русского языка и литературы Аси Арутюновой. Отец погиб в Первую мировую войну в сражении с турками под Эрзерумом. Михаил Асламазов с юности работал на военном заводе «Арсенал». Играл за команду завода в футбольном первенстве города.
Генералом Мичуриным, курировавшим вопросы спорта в НКВД, был приглашён в тбилисское «Динамо», где был капитаном команды. В весеннем первенстве СССР 1936 года в группе «Б» в шести матчах забил 4 гола. В осеннем чемпионате провёл два матча, в чемпионате 1937 года — 9 матчей, 4 гола.
Бронзовый призёр осеннего чемпионата 1936 года.
Финалист Кубка СССР 1936 и 1937.
Участник матчей со сборной Басконии 1937 года в составе «Динамо» Тбилиси и сборной Грузии.
Майор НКВД, секретарь комсомольской организации закавказского НКВД, секретарь ЦК ЛКСМ Грузии.
1 декабря 1937 года был арестован в Театре оперы и балета после партийного собрания сотрудников НКВД, которое проходило под руководством Л. П. Берии. По словам дочери Тамары Бреус, Асламазову поручали изучать дела арестованных коллег, в честность и невиновность которых он верил. Он высказывал свое мнение некоторым руководителям НКВД и отказывался участвовать в следствии.
Следствие по делу Асламазова не было доведено до конца, так как вечером 16 декабря 1937 года он выбросился из окна четвертого этажа во двор здания Главного управления НКВД Тбилиси. Скончался той же ночью, не приходя в сознание, в больнице НКВД. По результатам повторного рассмотрения дела было установлено, что Асламазов был арестован без оснований. В 1957 году был реабилитирован. Со слов руководителя грузинского НКВД (1934—1938) Сергея Гоглидзе следователь по делу Асламазова, офицер НКВД Ковальчук, обычно пытал заключенных.
Место захоронения неизвестно.

## Семья
Жена — Лидией Кишмишева (Кишмишян).
Дочь Тамара Бреус — доктор физико-математических наук, главный научный сотрудник Института космических исследований РАН.
Внук Сергей Сергеевич Бреус — директор казахстанско-канадского предприятия по добыче урана. Играл в молодежном составе ЦСКА (водное поло), занимался хоккеем, теннисом, горнолыжным спортом, сноубордом, гольфом.
Племянник Лев Григорьевич Асламазов — доктор наук, физик-теоретик. Открыл эффект Асламазова — Ларкина в сверхпроводимости. Автор и редактор книг в серии «Квант».